# Хуго VIII фон Егисхайм
Хуго VIII фон Егисхайм (на немски: Hugo VIII von Egisheim-Dagsburg; † 4 септември или 6 септември 1089, Нидерхаслах) от род Етихониди, е граф на Егисхайм и от 1074 г. граф на Дагсбург.

## Биография
Той е син на Хайнрих I фон Егисхайм(† 1065), граф на Егисхайм и Дагсбург и Нордгау, и съпругата му фон Моха, дъщеря на граф Алберт фон Моха (* сл. 1040). Внук е на Хуго VII, граф на Дагсбург († 1046/49), който е брат на папа Лъв IX († 1054). Брат е на Герхард IV († сл. 1098), граф на Нордгау (1065) и Егисхайм (1098), Алберт I († 1098), граф на Егисхайм, Дагсбург (1089) и от 1096 г. на Мец и Моха (в Белгия), женен за Ермезинда I Люксембургска, и на Бруно фон Егисхайм († 1102), гранд-архдякон и приор на Св. Ганголф в Тул (1097 – 1102).
Хуго VIII се жени за Мехтилд от Мусон († 1092/1105) от род Дом Скарпон, дъщеря на Лудвиг от Мусон († 1073/1076) и съпругата му София († 1093), наследничка на Графство Бар. Те нямат деца.
Хуго е убит на 4 или 6 септември 1089 г. в Нидерхаслах (днес част от Морсбах). Наследен е от брат му Алберт I.